# Estación de Besòs Mar
Besòs Mar es una estación de la línea 4 del Metro de Barcelona situada debajo de la calle de Alfonso el Magnánimo en El Besós y el Maresme, distrito de San Martín de Barcelona.

## Historia
Con el nombre Mina, la estación se inauguró el 15 de octubre de 1982, con la prolongación de la entonces Línea IV, actual L4, de Selva de Mar a La Pau. El acto inaugural estuvo presidido por el presidente de la Generalidad de Cataluña, Jordi Pujol, el alcalde de Barcelona, Narcís Serra y la presidenta de TMB, Mercè Sala.
Durante la inauguración, el alcalde se comprometió a cambiar el nombre de la estación, ante las demandas de varios grupos de vecinos. Según recogía La Vanguardia, el argumento de las quejas vecinales fue que "La Mina es uno de los barrios con peor fama de Barcelona". El cambio de nombre no se hizo efectivo hasta el 22 de abril de 1985, coincidiendo con la entrada en servicio de la prolongación de la Línea 4 hasta Pep Ventura. Debido a que el nombre del barrio, El Besós y el Maresme, ya era utilizado por otra estación, finalmente fue renombrada como Besòs Mar.

## Líneas y conexiones
| << cabecera   | < estación          | línea | estación > | cabecera >> |
| ------------- | ------------------- | ----- | ---------- | ----------- |
| Metro         |                     |       |            |             |
| Trinitat Nova | El Maresme \| Fòrum |       | Besòs      | La Pau      |